# Круїзний туризм

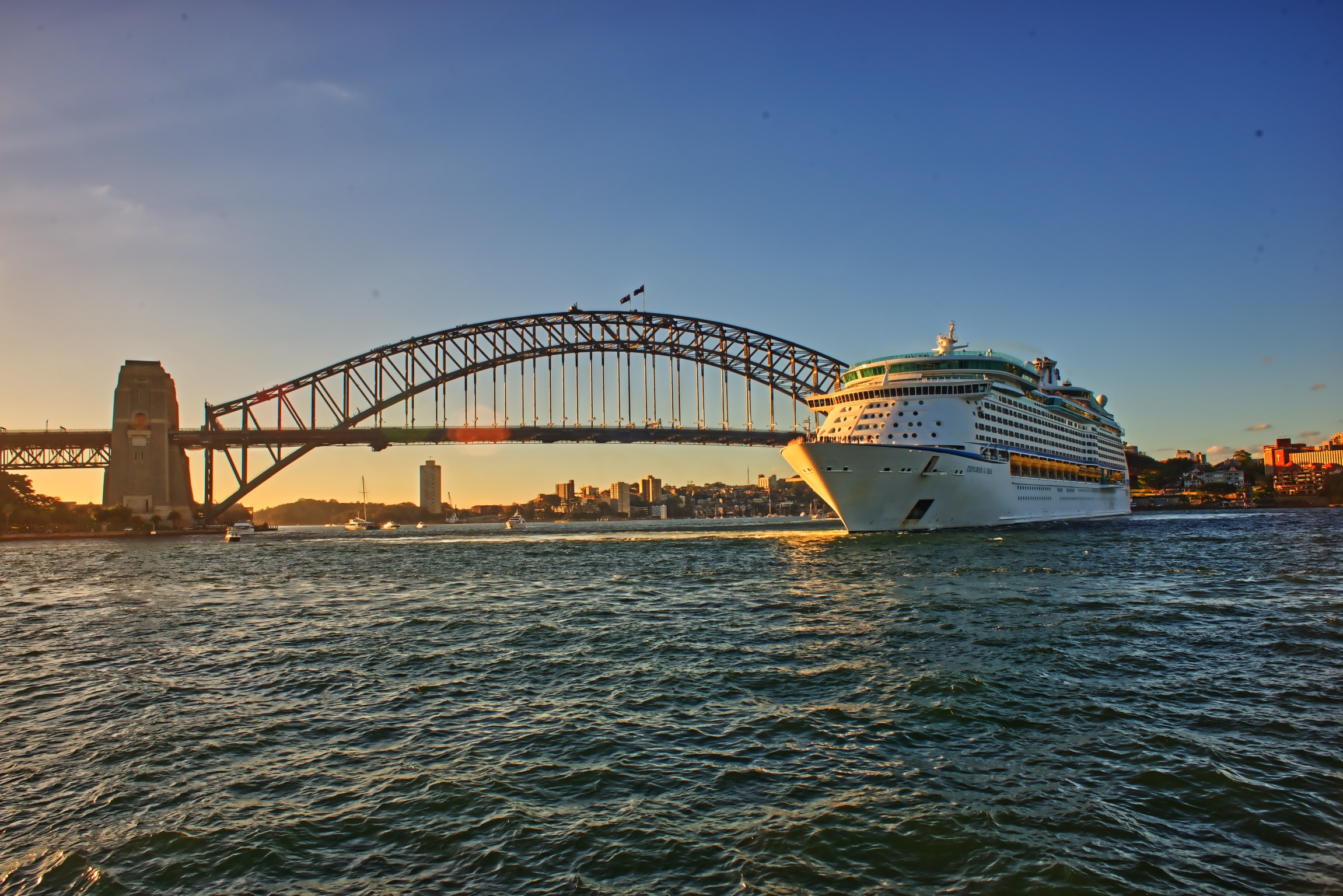
Величезний круїзний лайнер відвідує гавань Сідней-Брідж

Круїзний туризм — розкішна форма подорожі, яка передбачає відпустку на круїзному судні за системою «все включено» тривалістю щонайменше 24 години, із встановленим і конкретним маршрутом, у якому круїзне судно заходить до кількох портів чи міст. Характеризується концентрацією великої кількості людей, які відвідують одне й те саме місце одночасно. Такий вид туризму є популярний у всьому світі, але він також може мати серйозний вплив на природне середовище та обмежені економічні вигоди для приймаючих напрямків.

## Історія круїзного туризму
Круїзний туризм відноситься до відпочинку, який повністю або частково базується на круїзному судні. Це дає змогу туристам відчути багатоцентровий відпочинок, завдяки якому вони проводять час у різних напрямках протягом своєї подорожі. Круїзні судна варіюються від невеликих яхт до великих кораблів і можуть проходити по океану, річці або фіордам. Це вид туризму, що охоплює всі аспекти індустрії туризму - розміщення, транспорт, гостинність і пам'ятки.
Перший помітний круїз для відпочинку розпочався з утворенням Peninsular & Oriental Steam Navigation Company у 1822 році. Хоча компанія починала як судноплавна компанія лінія, невдовзі вона представила рейси туди й назад до ряду напрямків. Протягом наступного століття все більше круїзних лайнерів почали з’являтися по всьому світу, і наприкінці 19 століття Альберт Баллін, директор Hamburg-America Line був першим, хто відправив свої трансатлантичні кораблі в тривалі південні круїзи.
У 1980-ті роки, було побудовано перші «мегакораблі», і круїзні лайнери які мають широкий спектр бортових функцій та обслуговують будь-який куточок земної кулі.

## Круїзні компанії
Існує широкий спектр круїзних компаній, хоча на ринку в основному домінують «велика п’ятірка»:

### Cunard
Круїзи Cunard працюють понад 180 років і спеціалізуються на розкішних круїзах зі своєю відомою службою White Star Service. Ця офіційна і традиційна круїзна компанія ідеально підходить для пар і людей старшого покоління.

### Royal Caribbean
Royal Caribbean Cruises є провідною інноваційною круїзною компанією, яка користується популярністю серед широкого кола круїзних туристів, включаючи сім’ї, пари та індивідуальних мандрівників.

### Круїзи P&O
Це найпопулярніша круїзна компанія у Великій Британії. Вона підходить для цілого ряду типів клієнтів, включаючи сім'ї та пари, і пропонує традиційні круїзні продукти та послуги.

### Norwegian Cruise Line
Ще одна круїзна компанія, популярна серед круїзних туристів з Великої Британії. Norwegian Cruise Line пропонує обслуговування в американському стилі на борту своїх кораблів.

### Princess Cruises
Круїзи Princess пропонують навколосвітні плавання, використовуючи традиційний круїзний підхід в американському стилі. Круїзи Princess популярні в усьому світі серед пар, сімей і мандрівників преміум-класу.

Компанія Royal Caribbean
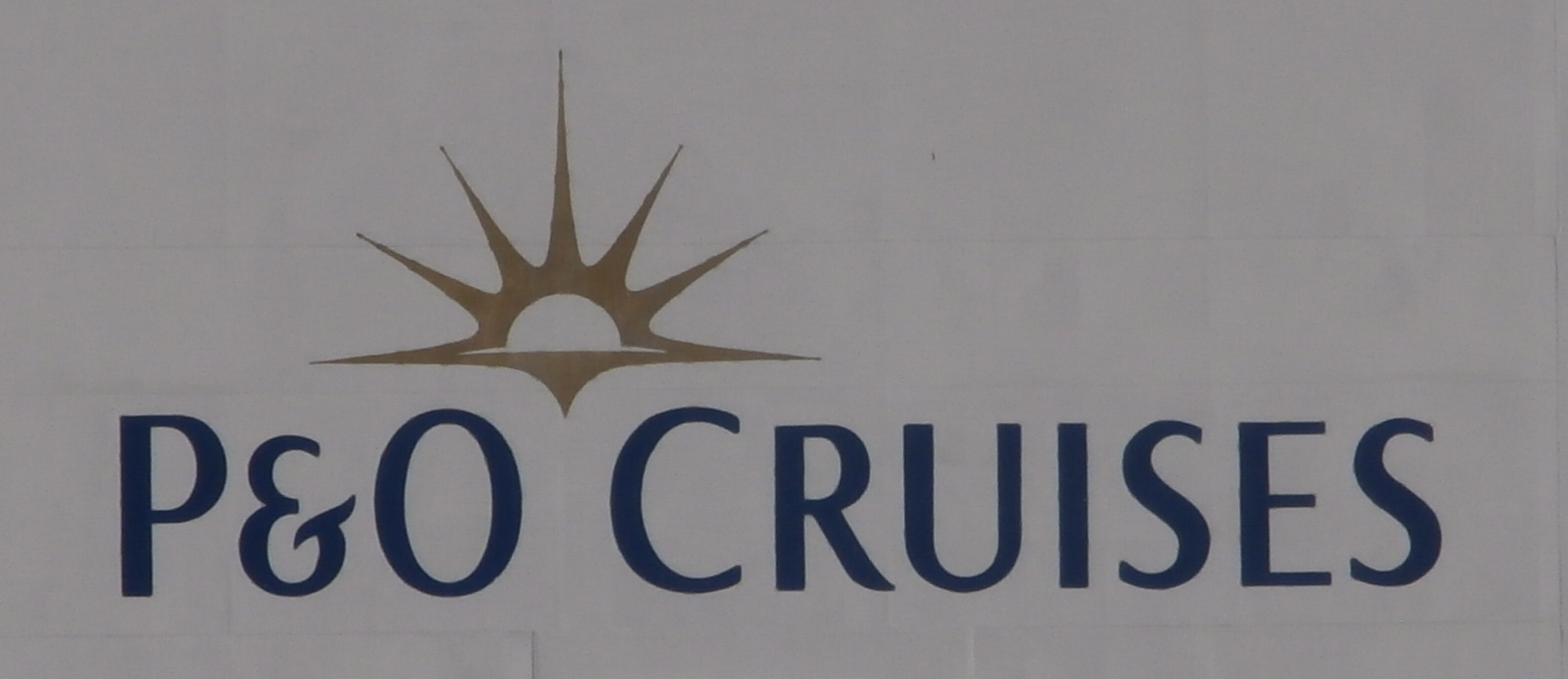
Компанія P&O Cruises
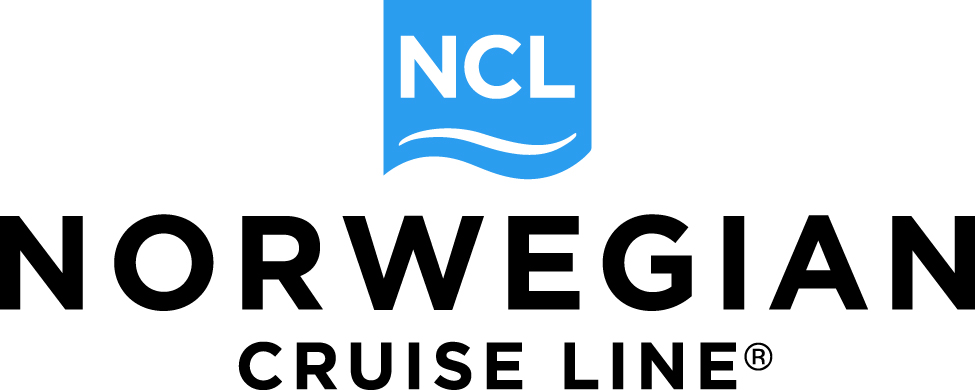
Компанія Norwegian Cruise Line
Компанія Princess Cruises

## Найбільший круїзний лайнер у світі
На даний момент найбільшим круїзним лайнером є Symphony of the Seas. Цей корабель має довжину 361,011 метрів (1184,42 футів) і валову місткість 228 081 на 18 палубах. Корабель може вмістити 5518 пасажирів при двомісному розміщенні до максимальної місткості 6680 пасажирів, а також 2200 осіб екіпажу.
Круїз має;
- 18 колод
- 22 ресторани
- 24 басейни
- 2759 кают
- Парк із понад 20 000 тропічних рослин

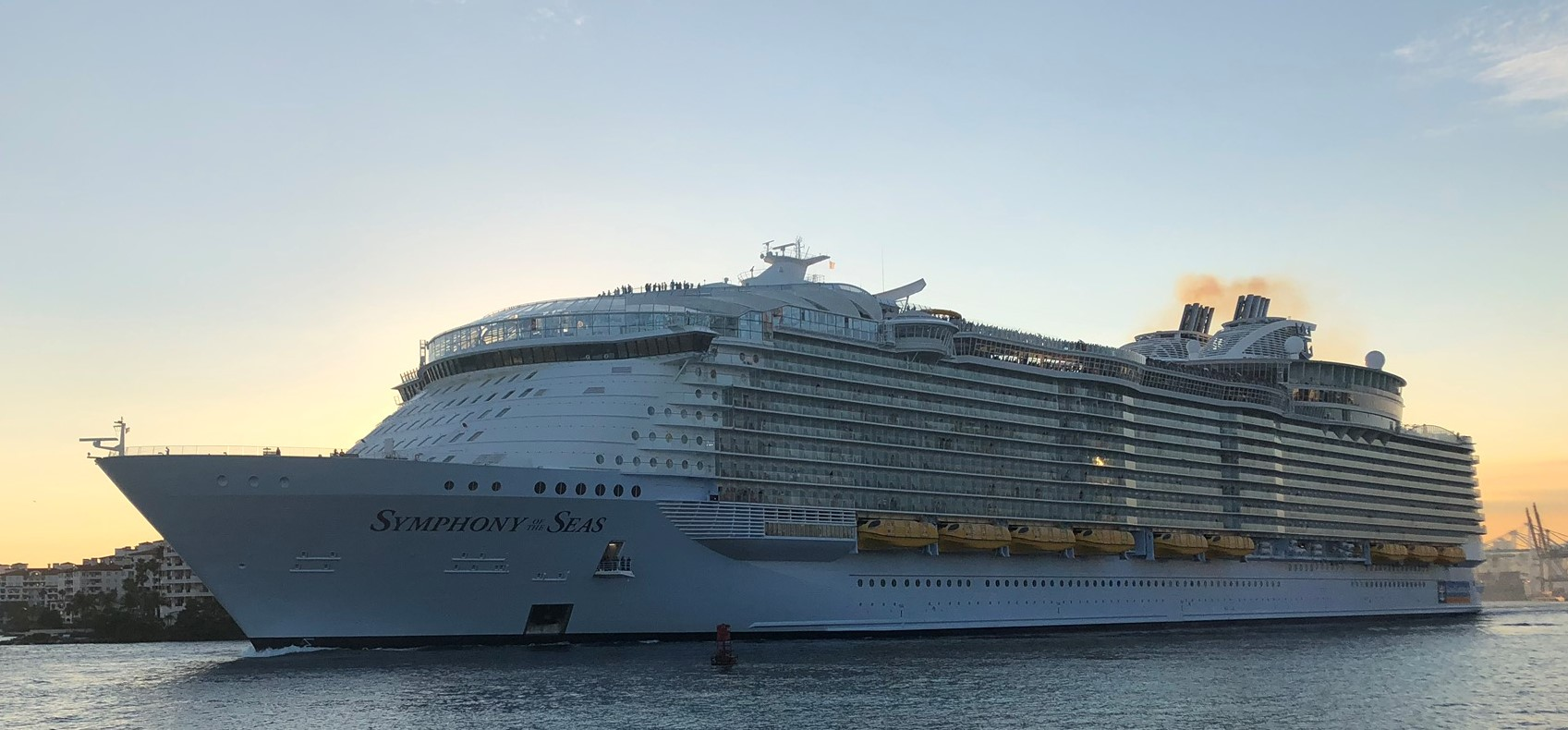
Вигляд круїзного лайнера Symphony of the Seas

Корабель Royal Caribbean International оголосив, що розпочне роботу свого нового Wonder of the Seas у 2022 році. Це судно матиме довжину 1188 футів, ширину 217 футів і матиме 18 палуб і 2867 кают. Wonder of the Seas відправлятиметься 7-ночними маршрутами до східного та західного Карибського басейну.

## Обладнання судна
У сучасних круїзах на борту є такі зручності:
- Магазини
- Казино
- Спа
- Басейн
- Театр
- Кіно
- Фітнес центр
- Ресторани

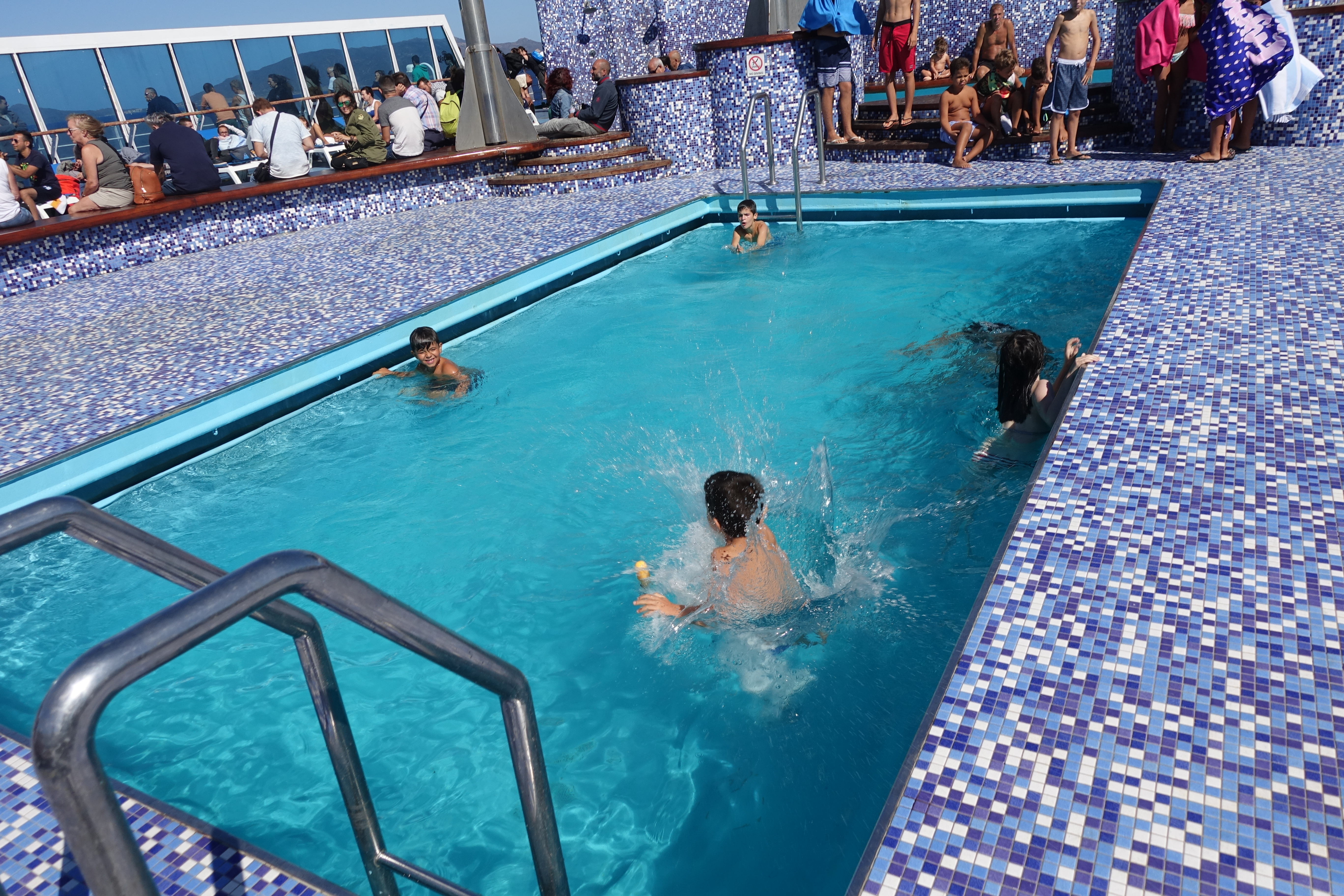
Бари  - Басейн у Круїз Рома
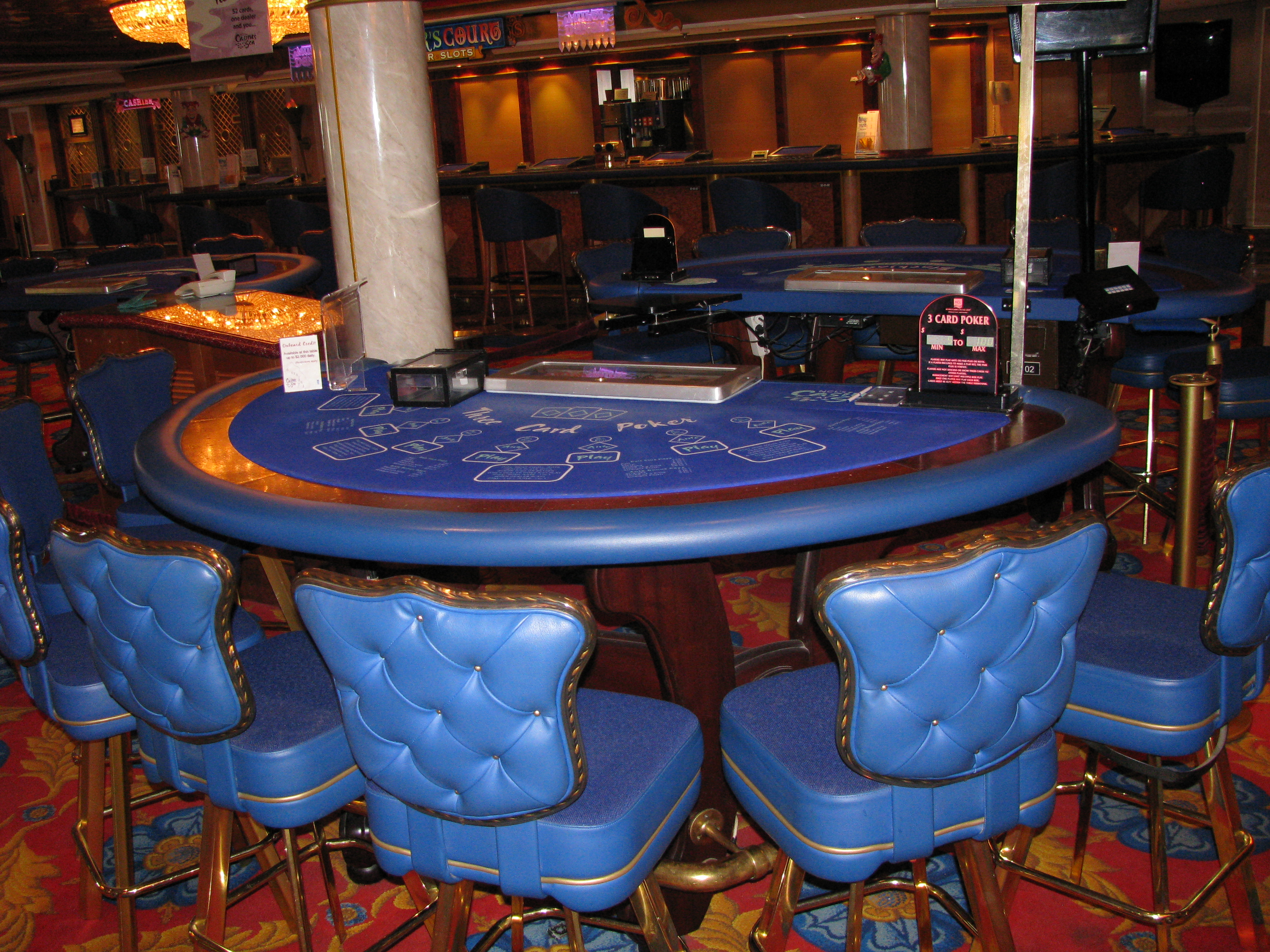
Казино Dawn Club на палубі круїзного лайнера Norwegian Dawn
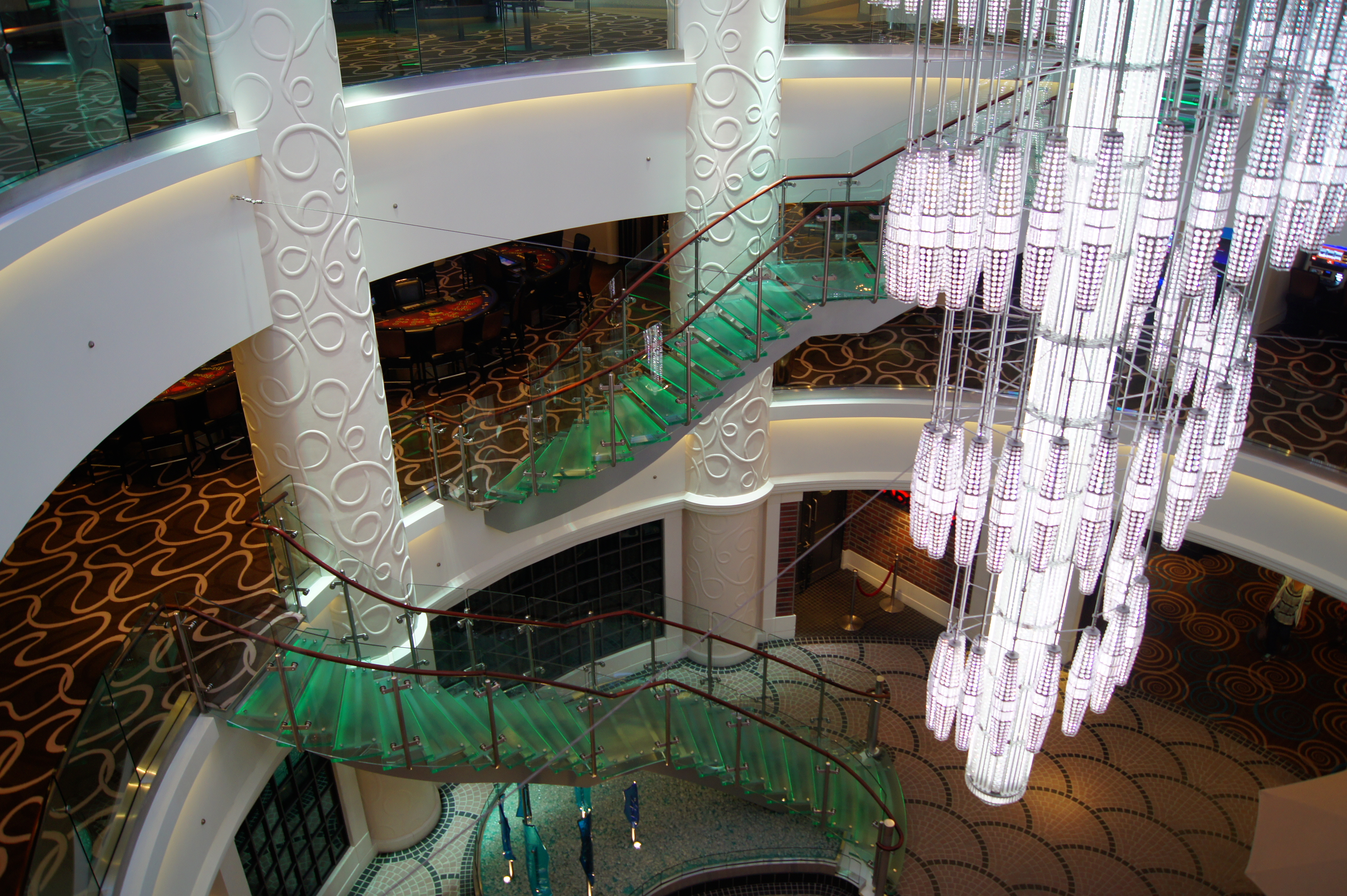
Сходи в круїзному лайнері
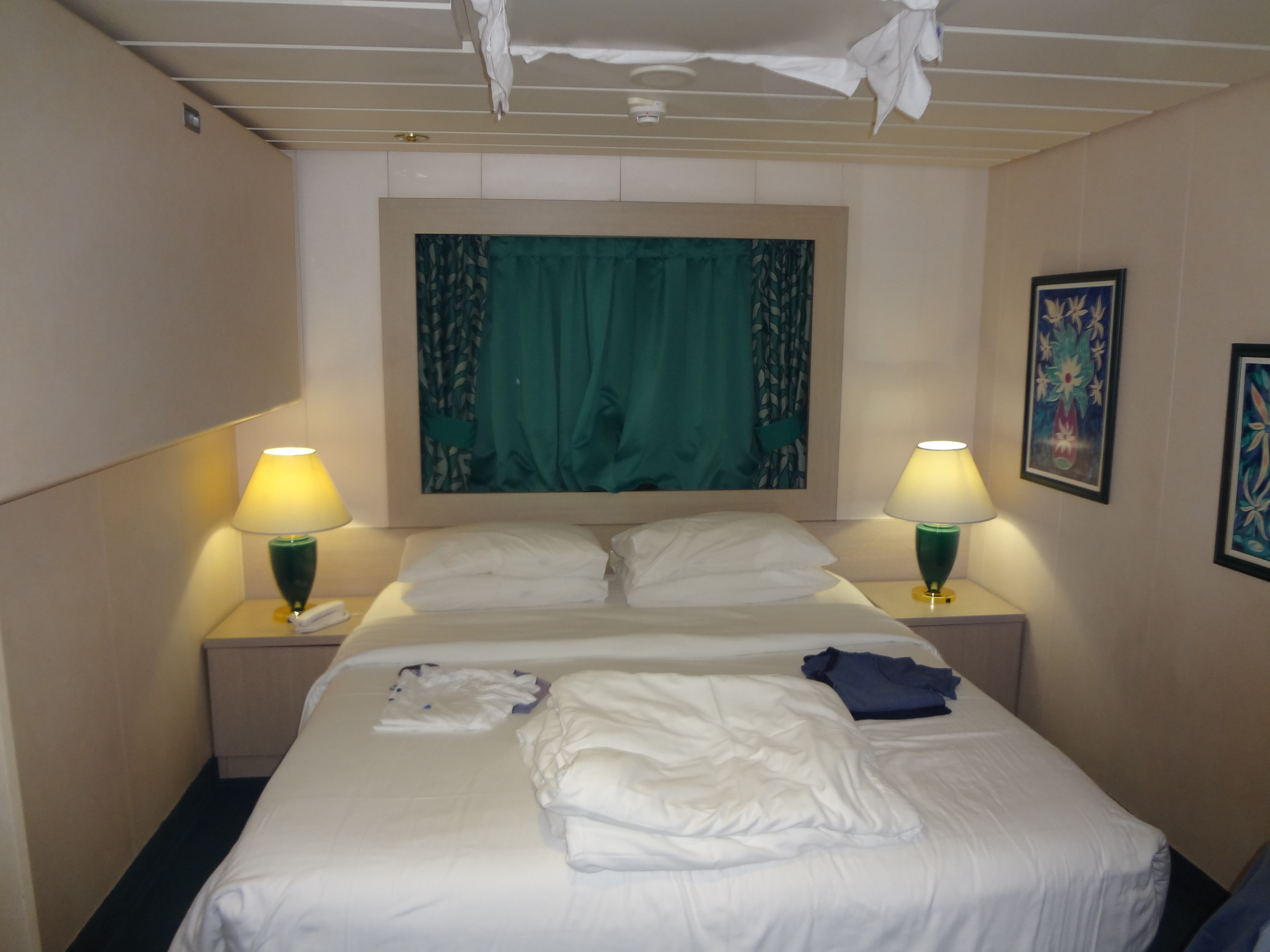
Круїзна каюта MSC Opera
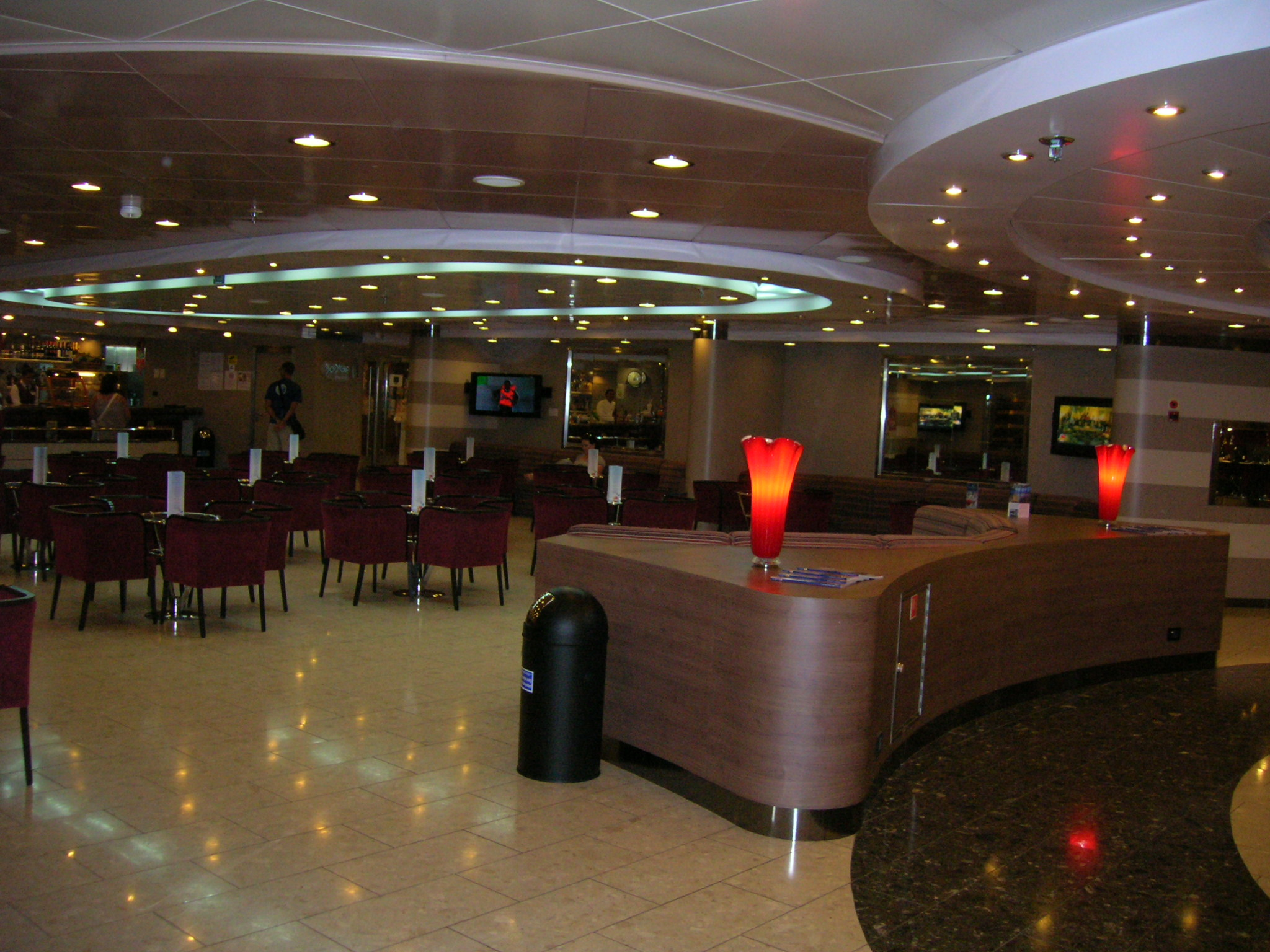
Ресторан у круїзному лайнері
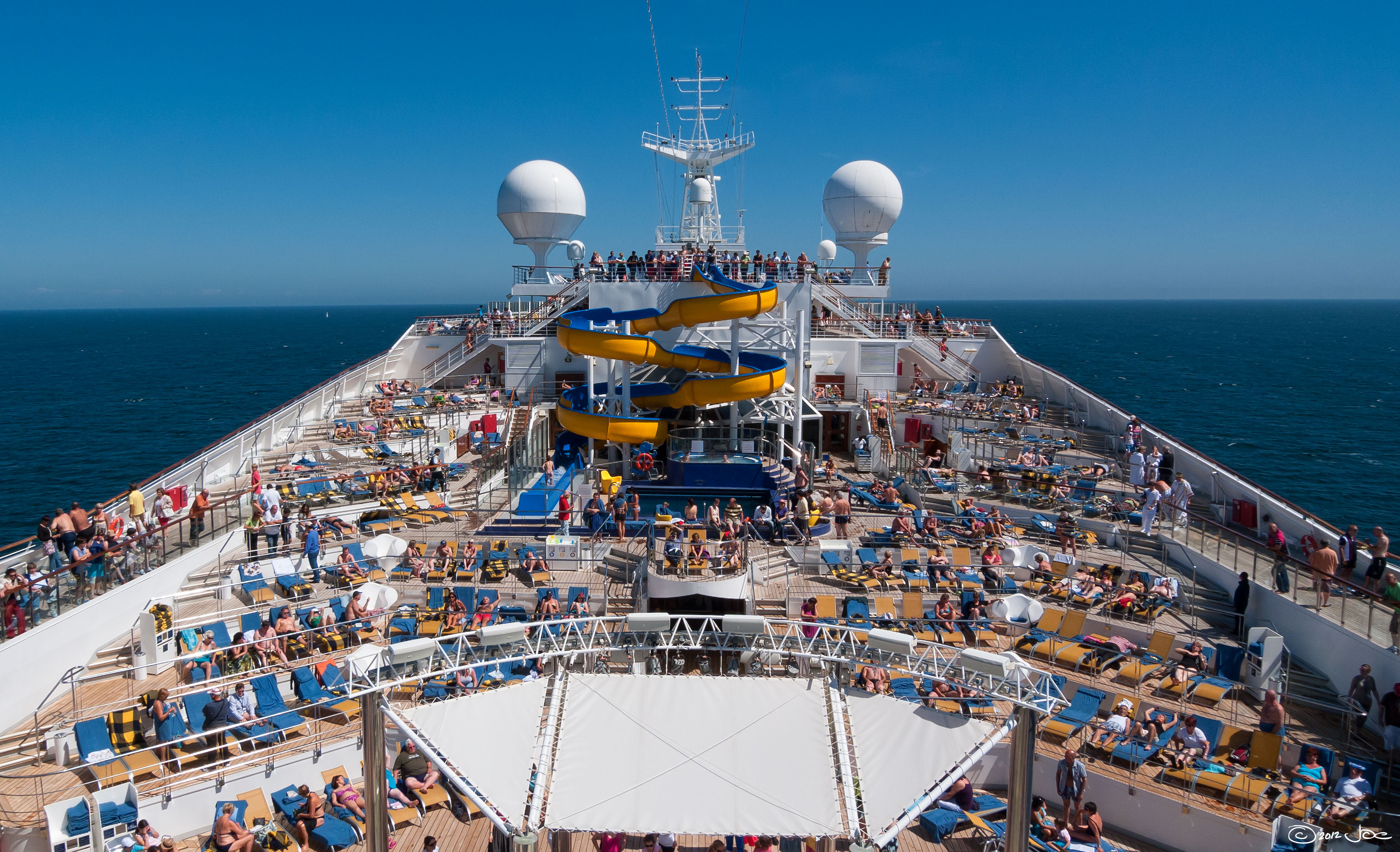
Аквапарк у круїзному лайнері
  - Казино Dawn Club на палубі круїзного лайнера Norwegian Dawn
  - Сходи в круїзному лайнері
  - Круїзна каюта MSC Opera
  - Ресторан у круїзному лайнері
  - Аквапарк у круїзному лайнері

## Види круїзного туризму

### Річковий круїз
Багато напрямків є популярними для річкових круїзів. Річковий круїз відрізняється від океанського, оскільки пасажири знаходяться близько до берега, а круїз зосереджений більше на огляді визначних пам’яток і краєвиді. Інфраструктура на борту річкового русла зведена до мінімуму та обмежена через менший розмір корабля. Круїзні лайнери вміщують не більше 100-200 пасажирів, тоді як океанські круїзи можуть вміщувати багато тисяч.

### Експедиційний круїз
Експедиційний круїз менший за своїм масштабом. Мета експедиційного круїзу - взяти участь у комплексному освітньому досвіді. Спеціалізуються на подорожах, які пропонують враження від природи в таких регіонах, як Північна Європа, Аляска чи Арктика.

### Мега круїз
Мегакруїзи – це найбільші круїзні лайнери. Це новий клас круїзних суден, які зосереджені на максимальному збільшенні місткості та послуг на борту. Деякі мегакруїзи можуть вмістити більше 5000 пасажирів. Серія Oasis, побудована Royal Caribbean International, Oasis, Allure, Harmony та Symphony of the Seas, може вмістити близько 6700 осіб.

### Яхта
Круїз на яхті є малим за масштабом, якщо порівнювати форму круїзу з розкішним або мега-круїзом. Однак круїз на яхті може бути схожим на круїз класу люкс, оскільки це дуже дорогий вид круїзного туризму. Може мати дуже високі стандарти обслуговування та зручностей на борту. Яхти вміщують менше пасажирів, ніж інші круїзні судна, і зазвичай сім’я чи група людей орендує всю яхту та здійснює круїз морем. Є багато місць, які популярні для круїзного туризму, наприклад оренда яхти в Греції або оренда яхти в Австралії.

### Розкішний круїз
Багато типів круїзів, зазначених тут, також можна вважати розкішними круїзами. У розкішних круїзах, як правило, вдвічі менша кількість персоналу на кількість пасажирів і обслуговування преміум-класу.

## Популярні напрямки

### Карибський круїз
Карибські круїзи є популярним вибором для круїзних туристів, оскільки погода в Карибському басейні хороша цілий рік. Індустрія круїзного туризму в Карибському басейні велика, економічні та екологічні наслідки часто є центром дискусій серед науковців і практиків. Cruise Tourism in the Caribbean: Selling Sunshine  чітко окреслює ці проблеми.

### Круїз по Нілу
Річковий круїз стає все більш популярним вибором круїзу серед круїзних туристів. Є багато способів здійснити круїз по Нілу. Круїзи різняться за тривалістю, найчастіше круїзи тривають від 3 до 7 днів, але також можуть тривати до 14 днів. Круїз по Нілу вважається одним із найкращих круїзів у світі.

### Круїз по Янцзи
Будучи третьою за довжиною річкою в світі, вздовж Янцзи курсує майже сотня круїзних суден. Це спосіб оглянути деякі визначні пам’ятки сільської місцевості Китаю, і є популярний серед китайських внутрішніх туристів.

### Круїз навколо світу
Навколосвітні круїзи можуть коштувати від 9000 фунтів стерлінгів і вище. Деякі з найрозкішніших навколосвітніх круїзів можуть коштувати до 200 000 фунтів стерлінгів на людину. Зазвичай вони тривають приблизно 90-120 днів і дозволяють пасажирам сідати та висаджуватися в різних місцях по дорозі.

### Арктичний круїз
Арктичні круїзи називають формою туризму вимирання, коли пасажири подорожують до Арктики, щоб спостерігати за дикою природою чи культурою. Більшість людей, які відправляються в арктичний круїз бажають досліджувати дику природу та ландшафти віддалених місць.

## Переваги та недоліки
Круїзний туризм – це вид туризму, який зростає у всьому світі. Ця галузь не лише безпосередньо отримує великий дохід, але завдяки різноманітним галузевим партнерствам та інтеграції також має потенціал для отримання значних фінансових прибутків.
Однак реальність полягає в тому, що ця економічна вигода поглинається переважно великими корпораціями, які володіють цими круїзними суднами, і економічна вигода від круїзного туризму для місць призначення, які приймають туристів є дуже мала. Оскільки всі їхні потреби задовольняються на борту, круїзні туристи зазвичай витрачають небагато грошей у місцях, які вони відвідують, а це означає, що місцеві жителі отримують небагато винагород за цей вид туризму. Крім того, круїзний туризм може мати руйнівний вплив на природне середовище, коли кораблі причалюють на мілководді або коли сміття не утилізується відповідально.
Велика кількість туристів, які відвідують пункт призначення одночасно, може мати негативні наслідки, оскільки надмірний туризм є окремою проблемою в усьому світі, яка часто є результатом круїзного туризму.

## Майбутнє круїзного туризму
Незважаючи на пандемію COVID-19 і повільні темпи відновлення, прибережний і морський туризм залишається одним із секторів світової економіки, що найшвидше розвивається. Для малих острівних держав, що розвиваються (SIDS), туризм, включаючи круїзний туризм, є головною рушійною силою економічного зростання та створення робочих місць, основним засобом заробітку іноземної валюти та має вирішальне значення для забезпечення економічної стійкості. У майбутньому основною проблемою сталого розвитку сектора, особливо для прибережних держав і вразливих СРДС, таких як країни Карибського басейну, буде ступінь, до якого міжнародне співтовариство (як державне, так і приватне) прийме рішучі дії щодо зміни клімату в океані. Наскрізні міркування сталого розвитку, такі як захист екосистеми, зменшення забруднення та пластикових відходів, Збереження біорізноманіття та інвестиції в зелені технології в рамках блакитної економіки обов’язково мають бути включені в розвиток індустрії круїзного туризму та туризму в цілому. Океани забезпечують внутрішній і міжнародний туризм для майже 200 країн і заморських територій. У всьому світі ринкова вартість морських і прибережних ресурсів і промисловості оцінюється в 3 трильйони доларів США на рік, або близько 5 відсотків світового валового внутрішнього продукту, тоді як внесок економіки океану в глобальну додану вартість, за консервативними оцінками, становить близько 1,5 трильйона доларів США щорічно, або приблизно 3 відсотки світової доданої вартості.
Розвиток прибережного та морського туризму є важливою складовою блакитної економіки та її здатності допомогти досягти Цілей сталого розвитку (ЦСР). Це стосується не лише збереження та раціональне використання океанів, морів і морських ресурсів,  а й ролі блакитної економіки в досягненні інших ЦСР. За даними Всесвітньої туристичної організації ООН, круїзний сектор забезпечує 1,2 мільйона робочих місць і щороку приносить у світову економіку 150 мільярдів доларів США. Оскільки глобальна океанічна економіка швидко розширюється, це створює все більше можливостей і викликів для досягнення стійкості в океані та узбережжях, особливо в умовах зміни клімату та поточної пандемії COVID-19.
Прибережний і океанський туризм робить значний внесок в економічний розвиток у всьому світі, особливо в країнах Карибського басейну, які сильно залежать від туризму. Сильна залежність від морських і океанських ресурсів є життєво важливою для вражень, які отримують круїзні пасажири. За даними Міжнародної асоціації круїзних ліній (CLIA), у 2018 році підгалузь круїзів внесла 150,13 мільярда доларів США у світову економіку, тоді як у 2019 році цей сектор склав 154,46 мільярда доларів США. На національному рівні у 2019 році круїзний туризм приніс 21,6 мільярда ямайських доларів в економіку Ямайки через туристичні рекреаційні послуги, послуги харчування та напоїв, послуги пасажирського транспорту, а також рекреаційні та культурні послуги.
Важливо збалансувати економічні вигоди, які можна отримати від блакитної економіки, з належним збереженням і сталим використанням ресурсів, а також соціальним впливом на прибережні громади. Період 2010–2020 ознаменувався найшвидшим зростанням круїзної індустрії в усьому світі, що мало значний вплив на морське та прибережне середовище. До пандемії COVID-19 економіка Ямайки заробляла в середньому 174,5 мільйона доларів США завдяки круїзному туризму. У 2020 році валютні надходження від круїзного туризму склали 45,5 млн доларів США.
Однак, коли країни переживали економічний вплив пандемії, спостерігалися благотворні наслідки «антропаузи» для навколишнього середовища. За даними Організації економічного співробітництва та розвитку, енергетичні викиди скоротилися на 7 відсотків, а навантаження на навколишнє середовище, пов’язане із сільським господарством, зменшилося на 2 відсотки. Також потрібно враховувати вплив круїзного туризму на навколишнє середовище, оскільки круїзні судна є основним виробником неочищених стічних вод та інших забруднюючих речовин, які загрожують виживанню океану. Програма ООН з навколишнього середовища визначила круїзні судна як одне з основних джерел забруднення морських екосистем. Крім того, за оцінками Агентства з охорони навколишнього середовища США, відходи круїзних суден коливаються від 2,6 до 3,5 кілограмів на людину щодня. Поводження з відходами регулюється Міжнародною конвенцією про запобігання забрудненню з суден.
Океан необхідно підтримувати в первозданному стані, необхідно впроваджувати ефективні методи поводження з твердими відходами та суворо дотримуватися епідеміологічних стандартів, щоб забезпечити безпеку здоров’я. Незважаючи на те, що круїзний туризм може завдати шкоди навколишньому середовищу, він також має потенціал для підтримки сталого океанського туризму. З цією метою круїзний туризм повинен враховувати вплив на навколишнє середовище, вантажопідйомність, соціальну відповідальність та інтеграцію туризму в місцеву спільноту. Особливу увагу слід приділяти факторам навколишнього середовища, які сприяють процвітанню індустрії круїзів. Окрім проблем із забрудненням, уроки, отримані з пандемії, вимагають, щоб круїзна індустрія ретельно керувала протоколами охорони здоров’я, щоб гарантувати безпечний, захищений і бездоганний досвід для мандрівника. Крім того, екскурсії на суші, пам’ятки та досвід, пов’язані з круїзним туризмом, повинні бути структуровані таким чином, щоб забезпечити дотримання екологічних стандартів і практики. Це також гарантує налагодження партнерства з місцевими громадами, оскільки культурні цінності споживаються круїзерами. Цей підхід був активно продемонстрований в історичному місті Фалмут, де Адміністрація порту Ямайки у партнерстві з Міністерством туризму та Королівськими карибськими круїзними лініями реалізувала кілька проектів, щоб зробити портове місто більш стійким та інклюзивним. Постійні консультації із зацікавленими сторонами між різними організаціями та спільнотами визначили пріоритетні сфери для інвестицій із значними соціально-економічними можливостями. Деякі з пріоритетних ініціатив включають реконструкцію Водної площі в центрі міста, а також покращення та збереження інфраструктури спадщини, покращення дренажу та озеленення вулиць. Адміністрація порту також допомогла відновити новий фермерський ринок, вартістю 500 мільйонів японських доларів, щоб покращити враження відвідувачів від покупок у місті. Влада також побудувала ремісниче село, щоб полегшити офіційне оформлення 90 ремісників. Ці постачальники пройшли навчання та зареєстровані, а також було створено асоціацію для представлення їхніх інтересів. Створення служби велогонок сприяло інтеграції містян у круїзний досвід.
Незважаючи на наслідки, пандемія надала можливості для посилення життєздатності та стабільності круїзної індустрії. Це дало можливість переглянути діяльність галузі та її вплив, щоб розробити стратегії та політику для ефективного управління збоями. У зв’язку з цим CLIA повідомила про свій намір до 2027 року мати 26 круїзних суден, що працюють на зрідженому природному газі (ЗПГ), 81 відсоток світових потужностей оснащено передовими системами очищення стічних вод і 174 круїзних судна з підключенням до берегової мережі. Круїзний порт Монтего-Бей забезпечує ЗПГ для суден, але лише для кількох круїзних суден. Прибережне електропостачання також доступне в Монтего-Бей. Очікується, що круїзна індустрія повернеться з більш стійкою, спрощеною та ефективною моделлю, яка приділятиме більше уваги дотриманню протоколів для управління ризиками та збереження та захисту операцій галузі, а також морських і океанських ресурсів, від яких вона залежить. Діяльність круїзної індустрії на Ямайці повинна суворо відповідати нормам Міністерства охорони здоров’я та добробуту, а також протоколам охорони здоров’я та безпеки щодо COVID-19 Міністерства туризму.
Оскільки світ починає готуватися до виходу з пандемії, одним із найважливіших факторів є громадське здоров’я та безпека. Суворі заходи та протоколи для громадської охорони здоров’я та безпеки повинні бути встановлені у партнерстві з охороною здоров’я та портовою владою. Узгодження та співпраця між вимогами громадської охорони здоров’я та галузевою практикою необхідні для встановлення та дотримання протоколів і заходів безпеки, особливо тих, що стосуються медичних установ на борту суден.
Круїзний туризм має вирішальне значення для економічної стійкості Карибського басейну. Карибський регіон є одним із провідних напрямків океанських круїзів у світі та одним із найприбутковіших місць для круїзів. За матеріалами Caribbean News Digital журналу, на Кариби припадає приблизно 60 відсотків світової частки пасажирів круїзних суден. Карибська туристична організація повідомила, що приблизно 25 мільйонів пасажирів круїзних лайнерів відвідали 24 напрямки Карибського басейну в 2014 році — ця цифра зросла на 11 відсотків у 2015 році. Це відкриває значні можливості для економічного розвитку портів, а також соціального розвитку портових громад. Це дозволить розробити заходи, які дозволять портам і круїзним лініям систематично вирішувати економічні, соціальні та екологічні наслідки галузі.
Круїзний туризм і стійкий круїзний туризм може бути трансформаційним інструментом для спільнот, які традиційно були замкнені в культурі мовчання. Інтеграція розвитку круїзного порту в історичному містечку Порт-Роял має на меті перетворити історично багату громаду на стійку спадщину, екологічну та культурну привабливість, одночасно оновлюючи його фізичну інфраструктуру та покращуючи економічні та соціальні умови мешканців. Розвиток зрештою спрямує перетворення міста на єдине із залученням місцевих жителів, а також ефективним управлінням та управлінням чутливими екологічними та природними ресурсами. Протягом усього проекту докладалися узгоджені зусилля для сприяння співпраці між ключовими державними установами та сприяння інтеграції жителів Порт-Рояла в усі розробки. Значною модифікацією проекту, яка виникла в результаті обговорення із зацікавленими сторонами, стало перенесення каналізаційної системи третинного рівня порту на інше місце. Очисні споруди використовуватимуть у своїй діяльності сучасні технології, що дозволить мінімізувати площу будівлі та підвищити ефективність роботи.
Майбутнє галузі буде залежати від інвестицій у технологічні досягнення, спрямовані на підвищення ефективності та покращення досвіду, одночасно зменшуючи соціальні та екологічні наслідки. Зараз як ніколи є можливість точно визначити фізичні межі місць призначення, варіювати маршрути подорожей і розробити ефективні проекти збереження та відновлення місць призначення. Урядам потрібно буде пристосуватися до зростаючого попиту на круїзи, забезпечивши наявність необхідних регуляторних та законодавчих механізмів. Просування здорових екологічних практик, стратегій стійкості та систем управління навколишнім середовищем буде важливим для переосмислення індустрії круїзного туризму.
Здоров’я та сталість океану мають вирішальне значення для виживання індустрії туризму та нашої планети. У період після COVID-19 спостерігатиметься зростання прибережного та морського туризму, особливо круїзного туризму. Це вимагає впровадження обґрунтованих і надійних стратегій, політики та методів управління, які забезпечують життєздатність і сталість для країн і спільнот, для цього і наступного поколінь.

## Додаткова інформація
- The Cruise Planner – місце для запису всієї інформації та деталей, необхідних для планування ідеального круїзу, з вичерпними списками, робочими аркушами, планувальником круїзу, пропозиціями щодо пакувань, щоденником і журналом.
- Cruise Tourism in Polar Regions – у цій книзі критично обговорюються проблеми екологічної та соціальної стійкості круїзної індустрії в полярних регіонах.
- Cruise Tourism in the Caribbean: Selling Sunshine – у цій книзі розглядаються обмежені економічні переваги круїзного туризму, його екологічні та соціальні наслідки, наслідки зміни клімату та «надмірний туризм».
- Best Cruise Tips: 303 Cruise Hacks Saving You Time, Money & Frustration – посібник, який навчить вас, як отримати максимум від свого круїзного досвіду за якомога менші гроші.
- Cruise Ship Tourism – цей академічний текст охоплює економічні, соціальні та екологічні наслідки круїзу, поєднуючи найновіші знання та дослідження, щоб забезпечити вичерпний опис теми.
- Cruise Operations Management: Hospitality Perspectives – практичний посібник як для студентів, так і для професіоналів, це вичерпний і контекстуальний огляд гостинних послуг для круїзної індустрії, що надає передумови для круїзної індустрії та питань управління.